# Němčice u Kdyně
Němčice (deutsch Nemtschitz) ist eine Gemeinde in Tschechien. Sie liegt fünf Kilometer nordöstlich von Kdyně und gehört zum Okres Domažlice.

## Geographie
Němčice befindet sich in der Chudenická vrchovina am Zusammenfluss der Bäche Bukovský potok und Merklínka. Am nordöstlichen Ortsausgang liegt der Teich Němčický rybník. Im Osten erheben sich der Velký Kouřim (642 m), der Malý Kouřim (660 m), der U Linharta (634 m) und die Dubovka (650 m), südöstlich die Suchá hora (638 m), im Süden die Hora (760 m) und der Koráb (773 m), südwestlich der Herštýn (681 m) und der Příkopy (651 m), im Westen der V Luhu (590 m) sowie nordwestlich die Úlíkovská hora (710 m). Durch Němčice führt die Straße II/184 zwischen Kdyně und Švihov.
Nachbarorte sind Stará Huť und Úboč im Norden, Všepadly, Košenice und Bezpravovice im Nordosten, Stará Ves, Pušperk und Černíkov im Osten, Rudoltice, Luh, Mezholezy und Modlín im Südosten, Zalč, Branišov, Hluboká und V Olší im Süden, Nový Herštejn, Kojetice, Podzámčí und Pláně im Südwesten, Prudice, Oprechtice und Stanětice im Westen sowie Úlíkov im Nordwesten.

## Geschichte
Die erste schriftliche Erwähnung des Dorfes erfolgte 1379 als Teil der Burgherrschaft Herštýn. Besitzer waren zu dieser Zeit Ježek von Welhartitz Witwe Ofka und sein minderjähriger Sohn Jan, der die Herrschaft 1385 übernahm. Nachfolgender Burgherr war bis 1465 Jans Sohn Půta von Welhartitz. Dessen Sohn Jan Herštýnský von Welhartitz begann 1472 eine Fehde mit Herzog Albrecht von Bayern, die sich in den nachfolgenden Jahren noch verschärfte. 1475 eroberte ein bayerisches Heer die Burg Herštýn und steckte sie in Brand. Später wurde Jan Herštýnský von Welhartitz als Raubritter gefangen genommen, in der Daliborka auf der Prager Burg eingekerkert und dort hingerichtet.
Danach gehörte die Burg Půta Švihovský von Riesenberg. Dessen Sohn Břetislav verkaufte die Herrschaft Herštýn mit den zugehörigen Dörfern Úboč, Němčice, Vlkanov und Košenice 1534 für 2.350 Schock Groschen an die Stadt Taus. Vlkanov brannte im selben Jahre nieder und blieb wüst. Da die Burg unbewohnbar geworden waren, diente seit 1538 die Feste Únějovice als Verwaltungssitz. Wegen der Teilnahme der Stadt am Ständeaufstand gegen die Habsburger wurden ihre Güter 1547 von der Hofkammer konfisziert. Zwei Jahre später erwarb der Karlsteiner Burggraf Sebastian Markvart von Hrádek die Herrschaft Herštýn mit der wüsten Burg für 900 Schock Groschen. 1626 wurde die mit Únějovice vereinigte Herrschaft Herštýn an die Herrschaft Bystřice nad Úhlavou angeschlossen. Später erwarben die Grafen Czernin von und zu Chudenitz die Güter und schlugen sie der Herrschaft Chudenitz zu. Pfarrort war seit dem 17. Jahrhundert Úboč. In einem Besitzverzeichnis des Johann Rudolf Czernin von und zu Chudenitz aus dem Jahre 1785 sind für das Dorf Němčice elf Bauernhöfe, zwölf Chalupner, eine Schmiede, ein Wirtshaus und ein gemeindliches Armenhaus aufgeführt.
Im Jahre 1837 lebten in den 52 Häusern von Němčice 390 Personen. Zu Němčice gehörte die am Fuße der Burgruine Herštýn (Herrnstein) und aus vier Häusern bestehende Siedlung Herrnstein bzw. Gibacht, in der 21 Menschen lebten. Im Jahre 1846 erreichte Němčice die höchste Einwohnerzahl in seiner Geschichte; das Dorf bestand aus 52 Wohnhäusern und hatte 445 Einwohner, die größtenteils von der Land- und Forstwirtschaft lebten. Bis zur Mitte des 19. Jahrhunderts blieb Mezholezy der Herrschaft Chudenitz untertänig.
Nach der Aufhebung der Patrimonialherrschaft bildete Němčitz/Němčice ab 1850 mit dem Ortsteil Herrenstein / Herštein eine Gemeinde im Gerichtsbezirk Neugedein. Ab 1868 gehörte die Gemeinde zum Bezirk Taus. Due Freiwillige Feuerwehr wurde 1896 gegründet. Im Jahre 1927 hatte der Ort 360 Einwohner. Nach dem Ende des Zweiten Weltkrieges zogen 17 Familien aus Němčice in die Grenzgebiete. Im Jahre 1960 wurde Němčice dem Örtlichen Nationalausschuss Úboč unterstellt. Im Jahr darauf kam Úlíkov als Ortsteil hinzu. In dieser Zeit sank die Einwohnerzahl stetig; 1970 lebten in Němčice 180 Personen, zehn Jahre später waren es nur noch 141. Am 1. Juli 1979 wurde Němčice nach Koloveč eingemeindet. Němčice und Úlíkov lösten sich am 24. November 1990 von Koloveč los und bildeten die Gemeinde Němčice. Derzeit leben in der Gemeinde nur noch 110 Personen; davon 99 im Ortsteil Němčice, neun im Ortsteil Úlíkov und zwei in Nový Herštejn. In Nový Herštejn beträgt das Durchschnittsalter 60 Jahre, in Úlíkov 52 Jahre und in Němčice 42 Jahre.

## Gemeindegliederung
Die Gemeinde Němčice besteht aus den Ortsteilen und Katastralbezirken Němčice (Nemschitz) und Úlíkov (Aulikau). Grundsiedlungseinheiten sind Němčice, Nový Herštejn (Herrenstein) und Úlíkov. Zu Němčice gehört außerdem die Siedlung V Olší (Wolschi).

## Sehenswürdigkeiten
- Berg Koráb mit Aussichtsturm
- Burgruine Nový Herštejn, südlich des Dorfes
- Naturreservat Herštýn
- Burgstätte Příkopy, südwestlich auf dem gleichnamigen Berg
- Burgstätte Ruchomperk auf dem Velký Kouřim
- Gedenkstein für die Gefallenen des Ersten Weltkrieges, enthüllt 1930